# Plouégat-Guérand
Plouégat-Guérand is een gemeente in het Franse departement Finistère (regio Bretagne). De plaats maakt deel uit van het arrondissement Morlaix. Plouégat-Guérand telde op 1 januari 2022 1.058 inwoners.

## Geografie
De oppervlakte van Plouégat-Guérand bedroeg op 1 januari 2022 17,29 vierkante kilometer; de bevolkingsdichtheid was toen 61,2 inwoners per km².

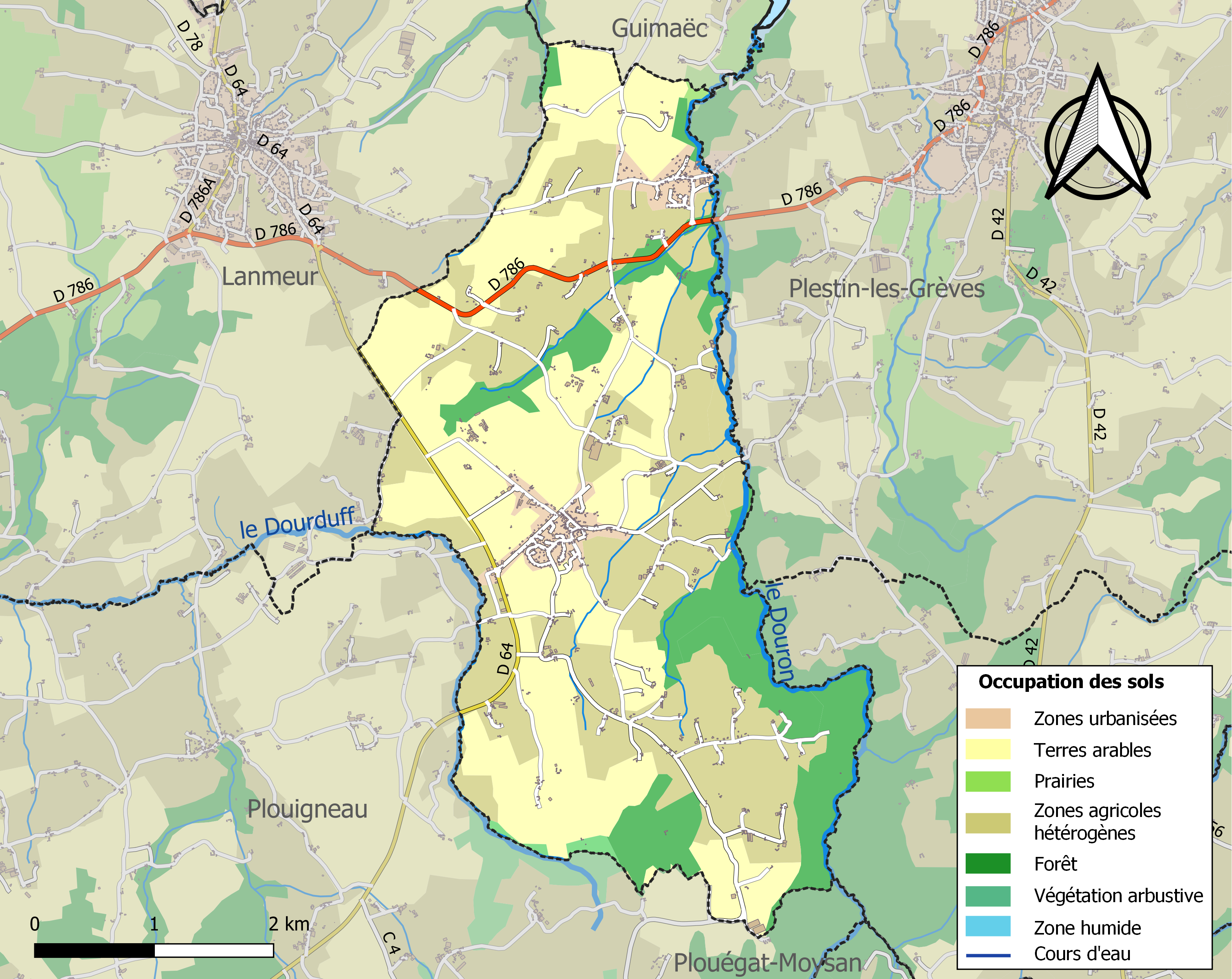
Kaart van de gemeente met belangrijkste infrastructuur, bodemgebruik en omliggende gemeenten

## Demografie
Onderstaande figuur toont het verloop van het inwonertal (bron: INSEE-tellingen).